# Kozłowo
Kozłowo [kɔz'wɔvɔ] (deutsch Groß Koslau, 1938 bis 1945 Großkosel) ist ein Dorf im Powiat Nidzicki (Kreis Neidenburg) in der polnischen Woiwodschaft Ermland-Masuren. Es ist Amtssitz der Gmina Kozłowo (Landgemeinde Koslau).

## Lage

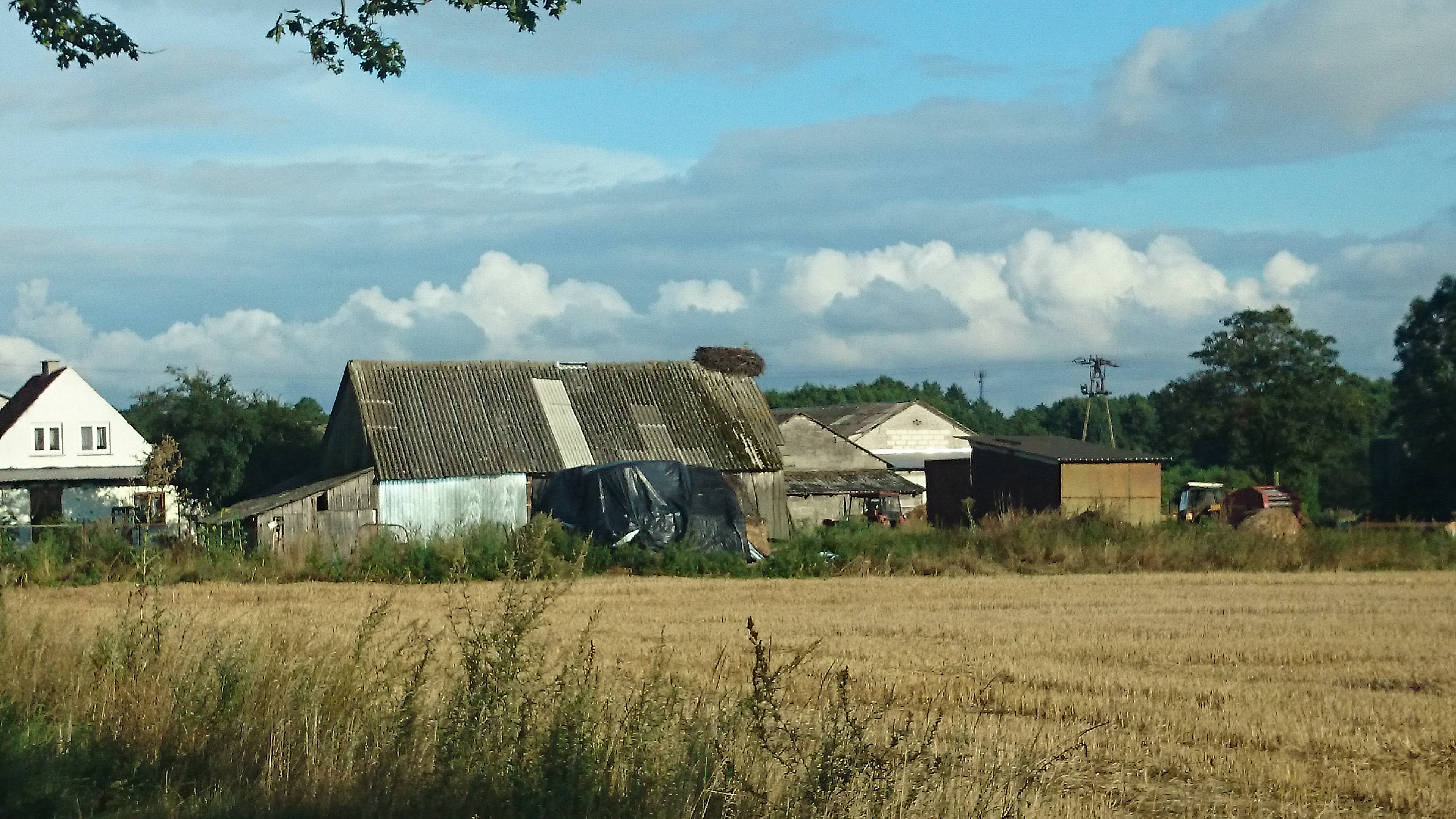
Anwesen mit Storchennest in Kozłowo

Die masurische Ortschaft liegt im Südwesten der Woiwodschaft Ermland-Masuren, elf km südwestlich der Kreisstadt Nidzica (Neidenburg) und 55 km südlich der Woiwodschaftshauptstadt Olsztyn (Allenstein).

## Geschichte

### Ortsgeschichte
Im Jahre 1328 verschreibt der Ordensvertreter Luther von Braunschweig den Brüder Dobeslaus und Wenzelaus ein Gebiet „in der Wildnis“ zur Kolonisierung. Den hier entstehenden Ort nannte man Kuzle us de Wildnis, womit sein Name das erste Mal erwähnt wurde. Koslau bestand in seinem Kern aus einem großen Gut sowie Gehöften, als Besitzer wurde 1397 von Pierlawken genannt.
Nach 1437 erfolgte die Teilung Koslaus in die Güter Groß Koslau und Klein Koslau (polnisch Kozłówko).
Als am 28. Mai 1874 im ostpreußischen Kreis Neidenburg der Amtsbezirk Klein Koslau (polnisch Kozłówko, heute in Kozłowo aufgegangen) errichtet wurde, wurden Groß und Klein Koslau getrennt eingegliedert. Groß Koslau war als Gutsbezirk und außerdem als Landgemeinde einbezogen. Im Jahre 1910 zählte die Landgemeinde Groß Koslau 61, der Gutsbezirk 338 Einwohner.
Aufgrund der Bestimmungen des Versailler Vertrags stimmte die Bevölkerung im Abstimmungsgebiet Allenstein, zu dem Groß und Klein Koslau gehörten, am 11. Juli 1920 über die weitere staatliche Zugehörigkeit zu Ostpreußen (und damit zu Deutschland) oder den Anschluss an Polen ab. In Groß und Klein Koslau (Dorf und Gut) stimmten 332 Einwohner für den Verbleib bei Ostpreußen, auf Polen entfielen keine Stimmen.
Aus politisch-ideologischen Gründen zwecks Abwehr fremdländisch klingender Ortsnamen wurde Groß Koslau am 3. Juni – amtlich bestätigt am 16. Juli – 1938 in Großkosel umbenannt.
Gegen Ende des Zweiten Weltkriegs wurde das Gebiet am 19. Januar 1945 von der Roten Armee besetzt. Nach Ende des Zweiten Weltkriegs wurde die Region im Sommer 1945 von der sowjetischen Besatzungsmacht zusammen mit der südlichen Hälfte Ostpreußens unter polnische Verwaltung gestellt. Die Polen führten für Koslau die Ortsbezeichnung  Kozłowo ein. In diese Bezeichnung sind Kozłówko (Klein Koslau, 1938 bis 1945 Kleinkosel) und auch Pólko Kozłowskie (Polko, 1938 bis 1945 Koselmitte) miteinbezogen. Soweit die deutschen Einheimischen nicht geflohen waren, wurden sie in der darauf folgenden Zeit vertrieben. Es siedelten sich stattdessen zahlreiche Neubürger an.

### Bevölkerungsentwicklung bis 1945
| Jahr | Einwohner | Anmerkungen |
| ---- | --------- | --- |
| 1816 | 245       | davon 100 in Groß Koslau und 145 im Gutsbezirk Klein Koslau                                                        |
| 1852 | 346       | davon 172 in Groß Koslau und 174 un Klein Koslau                                                                   |
| 1858 | 381       | davon 154 Evangelische und zehn Katholiken in Groß Koslau sowie 201 Evangelische und 16 Katholiken in Klein Koslau |
| 1933 | 953       | davon 391 in Groß Koslau (Großkosel) und 562 in Klein Koslau (Kleinkosel)                                          |
| 1939 | 853       | davon 350 in Groß Koslau (Großkosel) und 503 in Klein Koslau (Kleinkosel)                                          |

### Gemeinde
Zur Landgemeinde (Gmina wiejska) Kozłowo mit einer Fläche von 254 km² gehören das Dorf selbst und 34 weitere Dörfer mit Schulzenämtern (Sołectwa).

## Kirche

### Evangelisch
Bis 1945 war Groß Koslau/Großkosel in die evangelische Kirche Klein Koslau (1938 bis 1945 Kleinkosel) in der Kirchenprovinz Ostpreußen der Kirche der Altpreußischen Union eingepfarrt. Heute gehört Kozłowo evangelischerseits zur Pfarrei Nidzica (Neidenburg) in der Diözese Masuren der Evangelisch-Augsburgischen Kirche in Polen.

### Römisch-katholisch

#### Pfarrgemeinde Kozłowo
Vor 1945 waren die wenigen hier lebenden Katholiken der Pfarrei in Soldau (polnisch Działdowo) zugehörig. Für die katholischen Einwohner steht nun das vorher evangelische Gotteshaus im Ortsteil Kozłówko als Pfarrkirche zur Verfügung.

#### Dekanat Kozłowo
Kozłowo ist jetzt Sitz eines Dekanats. Das Dekanat Kozłowo gehört zum Erzbistum Ermland, sechs Pfarreien sind ihm zugeordnet:
- Kozłowo (Groß Koslau/Großkosel)
- Napierki (Napierken/Wetzhausen (Ostpr.))
- Rozdroże (Karlshöhe)
- Sarnowo (Scharnau)
- Szkotowo (Skottau)
- Turowo (Thurau)

## Schule
Bereits 1587 wurde in Groß Koslau ein Schulmeister urkundlich erwähnt. 1778 entstand ein Schulbau, der allerdings 1844 als „höchst baufällig“ erwähnt wurde.

## Verkehr

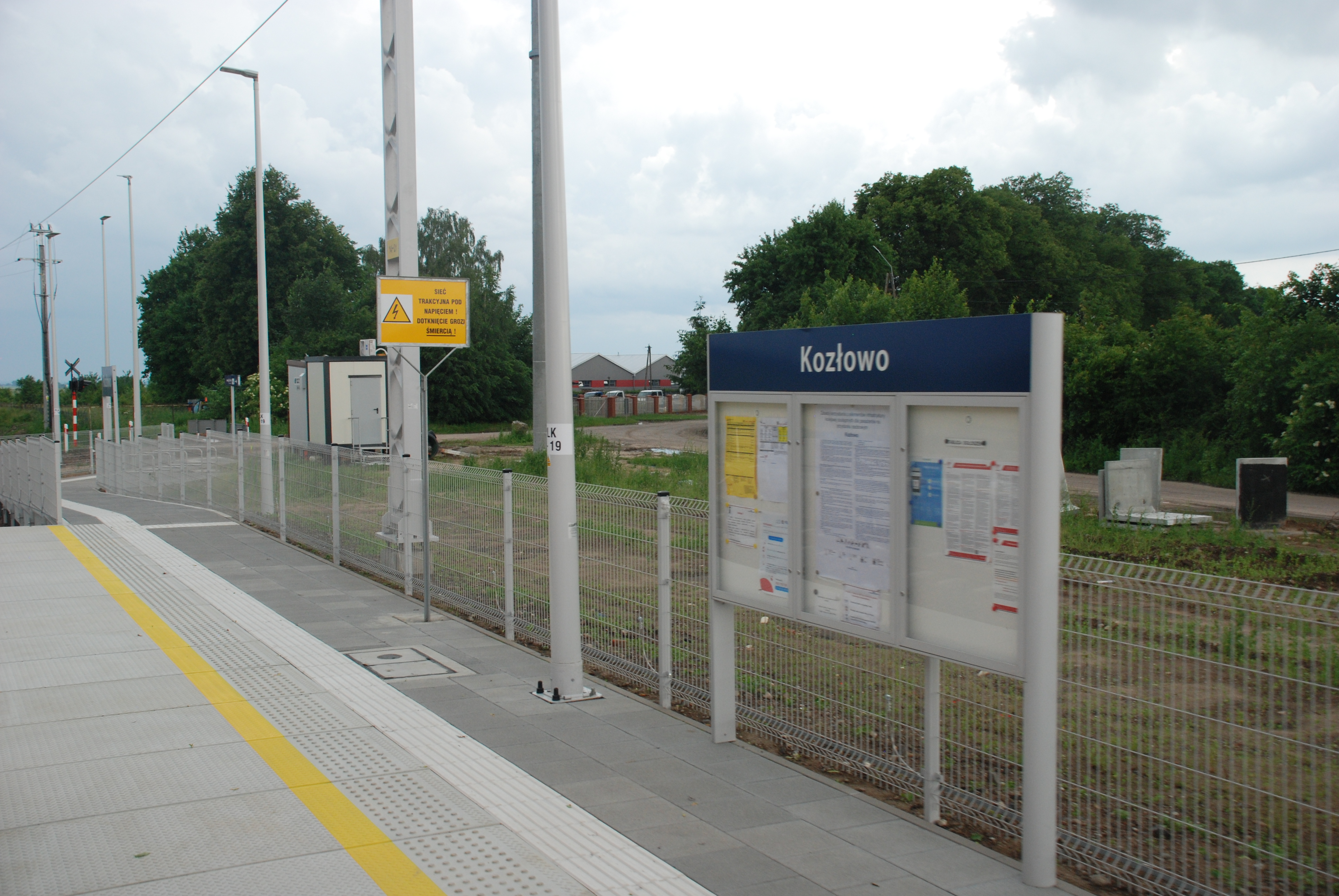
Bahnstation Kozłowo

Kozłowo liegt an der Woiwodschaftsstraße 545, die den Powiat Szczycieński (Kreis Ortelsburg) mit dem Powiat Nidzicki (Kreis Neidenburg) und dem Powiat Działdowski (Kreis Soldau) verbindetz. Inberorts enden mehrere Nebenstraßen und Landwege aus benachbarten Ortschaften.
Das Dorf ist außerdem Bahnstation an der Bahnstrecke Działdowo–Olsztyn. Der Haltepunkt liegt 1,25 Kilometer vom Ort entfernt auf einer Höher von 189 Metern n.p.m.

## Persönlichkeit

### Aus dem Ort gebürtig
- Andrzej Śmietanko (* 1. Mai 1955 in Kozłowo), polnischer Agrarwissenschaftler und Politiker, Abgeordneter im Sejm, Landwirtschaftsminister, Staatssekretär in der Kanzlei des Präsidenten